# Danh sách đội lên hạng từ English Football League Championship và các giải tiền thân
Hạng đấu cao thứ hai quốc gia của bóng đá Anh được thành lập mùa 1892–93, với tên gọi Second Division. Năm 1992, với sự ra đi của các câu lạc bộ First Division để trở thành Premier League, giải hạng hai trở thành First Division. Từ 2004 nó được gọi là Football League Championship.

## Football League Second Division(1893–1992)
- Đội có dấu sao (*) không lên hạng

| Mùa giải  | Vô địch                               | Á quân                                | Suất thứ ba                           | Suất thứ tư                           |
| --------- | ------------------------------------- | ------------------------------------- | ------------------------------------- | ------------------------------------- |
| 1892–93   | Small Heath*                          | Sheffield United                      | Darwen                                |                                       |
| 1893–94   | Liverpool                             | Birmingham City                       |                                       |                                       |
| 1894–95   | Bury                                  | Notts County*                         |                                       |                                       |
| 1895–96   | Liverpool (2)                         | Manchester City*                      |                                       |                                       |
| 1896–97   | Notts County                          | Newton Heath*                         |                                       |                                       |
| 1897–98   | Burnley                               | Newcastle United                      |                                       |                                       |
| 1898–99   | Manchester City                       | Glossop North End                     |                                       |                                       |
| 1899–1900 | Sheffield Wednesday                   | Bolton Wanderers                      |                                       |                                       |
| 1900–01   | Grimsby Town                          | Small Heath                           |                                       |                                       |
| 1901–02   | West Bromwich Albion                  | Middlesbrough                         |                                       |                                       |
| 1902–03   | Manchester City (2)                   | Small Heath                           |                                       |                                       |
| 1903–04   | Preston North End                     | Woolwich Arsenal                      |                                       |                                       |
| 1904–05   | Liverpool (3)                         | Bolton Wanderers                      |                                       |                                       |
| 1905–06   | Bristol City                          | Manchester United                     |                                       |                                       |
| 1906–07   | Nottingham Forest                     | Chelsea                               |                                       |                                       |
| 1907–08   | Bradford City                         | Leicester City                        |                                       |                                       |
| 1908–09   | Bolton Wanderers                      | Tottenham Hotspur                     |                                       |                                       |
| 1909–10   | Manchester City (3)                   | Oldham Athletic                       |                                       |                                       |
| 1910–11   | West Bromwich Albion (2)              | Bolton Wanderers                      |                                       |                                       |
| 1911–12   | Derby County                          | Chelsea                               |                                       |                                       |
| 1912–13   | Preston North End (2)                 | Burnley                               |                                       |                                       |
| 1913–14   | Notts County (2)                      | Bradford Park Avenue                  |                                       |                                       |
| 1914–15   | Derby County (2)                      | Preston North End                     | Arsenal                               |                                       |
| 1915–19   | League tạm hoãn do Thế chiến thứ nhất | League tạm hoãn do Thế chiến thứ nhất | League tạm hoãn do Thế chiến thứ nhất | League tạm hoãn do Thế chiến thứ nhất |
| 1919–20   | Tottenham Hotspur                     | Huddersfield Town                     |                                       |                                       |
| 1920–21   | Birmingham City (2)                   | Cardiff City                          |                                       |                                       |
| 1921–22   | Nottingham Forest (2)                 | Stoke City                            |                                       |                                       |
| 1922–23   | Notts County (3)                      | West Ham United                       |                                       |                                       |
| 1923–24   | Leeds United                          | Bury                                  |                                       |                                       |
| 1924–25   | Leicester City                        | Manchester United                     |                                       |                                       |
| 1925–26   | Sheffield Wednesday (2)               | Derby County                          |                                       |                                       |
| 1926–27   | Middlesbrough                         | Portsmouth                            |                                       |                                       |
| 1927–28   | Manchester City (4)                   | Leeds United                          |                                       |                                       |
| 1928–29   | Middlesbrough (2)                     | Grimsby Town                          |                                       |                                       |
| 1929–30   | Blackpool                             | Chelsea                               |                                       |                                       |
| 1930–31   | Everton                               | West Bromwich Albion                  |                                       |                                       |
| 1931–32   | Wolverhampton Wanderers               | Leeds United                          |                                       |                                       |
| 1932–33   | Stoke City                            | Tottenham Hotspur                     |                                       |                                       |
| 1933–34   | Grimsby Town (2)                      | Preston North End                     |                                       |                                       |
| 1934–35   | Brentford                             | Bolton Wanderers                      |                                       |                                       |
| 1935–36   | Manchester United                     | Charlton Athletic                     |                                       |                                       |
| 1936–37   | Leicester City (2)                    | Blackpool                             |                                       |                                       |
| 1937–38   | Aston Villa                           | Manchester United                     |                                       |                                       |
| 1938–39   | Blackburn Rovers                      | Sheffield United                      |                                       |                                       |
| 1939–46   | League tạm hoãn do Thế chiến thứ hai  | League tạm hoãn do Thế chiến thứ hai  | League tạm hoãn do Thế chiến thứ hai  | League tạm hoãn do Thế chiến thứ hai  |
| 1946–47   | Manchester City (5)                   | Burnley                               |                                       |                                       |
| 1947–48   | Birmingham City (3)                   | Newcastle United                      |                                       |                                       |
| 1948–49   | Fulham                                | West Bromwich Albion                  |                                       |                                       |
| 1949–50   | Tottenham Hotspur (2)                 | Sheffield Wednesday                   |                                       |                                       |
| 1950–51   | Preston North End (3)                 | Manchester City                       |                                       |                                       |
| 1951–52   | Sheffield Wednesday (3)               | Cardiff City                          |                                       |                                       |
| 1952–53   | Sheffield United                      | Huddersfield Town                     |                                       |                                       |
| 1953–54   | Leicester City (3)                    | Everton                               |                                       |                                       |
| 1954–55   | Birmingham City (4)                   | Luton Town                            |                                       |                                       |
| 1955–56   | Sheffield Wednesday (4)               | Leeds United                          |                                       |                                       |
| 1956–57   | Leicester City (4)                    | Nottingham Forest                     |                                       |                                       |
| 1957–58   | West Ham United                       | Blackburn Rovers                      |                                       |                                       |
| 1958–59   | Sheffield Wednesday (5)               | Fulham                                |                                       |                                       |
| 1959–60   | Aston Villa (2)                       | Cardiff City                          |                                       |                                       |
| 1960–61   | Ipswich Town                          | Sheffield United                      |                                       |                                       |
| 1961–62   | Liverpool (4)                         | Leyton Orient                         |                                       |                                       |
| 1962–63   | Stoke City (2)                        | Chelsea                               |                                       |                                       |
| 1963–64   | Leeds United (2)                      | Sunderland                            |                                       |                                       |
| 1964–65   | Newcastle United                      | Northampton Town                      |                                       |                                       |
| 1965–66   | Manchester City (6)                   | Southampton                           |                                       |                                       |
| 1966–67   | Coventry City                         | Wolverhampton Wanderers               |                                       |                                       |
| 1967–68   | Ipswich Town (2)                      | Queens Park Rangers                   |                                       |                                       |
| 1968–69   | Derby County (3)                      | Crystal Palace                        |                                       |                                       |
| 1969–70   | Huddersfield Town                     | Blackpool                             |                                       |                                       |
| 1970–71   | Leicester City (5)                    | Sheffield United                      |                                       |                                       |
| 1971–72   | Norwich City                          | Birmingham City                       |                                       |                                       |
| 1972–73   | Burnley (2)                           | Queens Park Rangers                   |                                       |                                       |
| 1973–74   | Middlesbrough (3)                     | Luton Town                            | Carlisle United                       |                                       |
| 1974–75   | Manchester United (2)                 | Aston Villa                           | Norwich City                          |                                       |
| 1975–76   | Sunderland                            | Bristol City                          | West Bromwich Albion                  |                                       |
| 1976–77   | Wolverhampton Wanderers (2)           | Chelsea                               | Nottingham Forest                     |                                       |
| 1977–78   | Bolton Wanderers (2)                  | Southampton                           | Tottenham Hotspur                     |                                       |
| 1978–79   | Crystal Palace                        | Brighton & Hove Albion                | Stoke City                            |                                       |
| 1979–80   | Leicester City (6)                    | Sunderland                            | Birmingham City                       |                                       |
| 1980–81   | West Ham United (2)                   | Notts County                          | Swansea City                          |                                       |
| 1981–82   | Luton Town                            | Watford                               | Norwich City                          |                                       |
| 1982–83   | Queens Park Rangers                   | Wolverhampton Wanderers               | Sunderland                            |                                       |
| 1983–84   | Chelsea                               | Sheffield Wednesday                   | Newcastle United                      |                                       |
| 1984–85   | Oxford United                         | Birmingham City                       | Manchester City                       |                                       |
| 1985–86   | Norwich City (2)                      | Charlton Athletic                     | Wimbledon                             |                                       |
| 1986–87   | Derby County (4)                      | Portsmouth                            |                                       |                                       |
| 1987–88   | Millwall                              | Aston Villa                           | Middlesbrough                         |                                       |
| 1988–89   | Chelsea (2)                           | Manchester City                       | Crystal Palace                        |                                       |
| 1989–90   | Leeds United (3)                      | Sheffield United                      | Sunderland                            |                                       |
| 1990–91   | Oldham Athletic                       | West Ham United                       | Sheffield Wednesday                   | Notts County                          |
| 1991–92   | Ipswich Town (3)                      | Middlesbrough                         | Blackburn Rovers                      |                                       |

## Football League First Division(1992–2004)
| Mùa giải  | Vô địch               | Á quân               | Thắng Playoff           |
| --------- | --------------------- | -------------------- | ----------------------- |
| 1992–93   | Newcastle United (2)  | West Ham United      | Swindon Town            |
| 1993–94   | Crystal Palace (2)    | Nottingham Forest    | Leicester City          |
| 1994–95   | Middlesbrough (4)     | Reading*             | Bolton Wanderers        |
| 1995–96   | Sunderland (2)        | Derby County         | Leicester City          |
| 1996–97   | Bolton Wanderers (3)  | Barnsley             | Crystal Palace          |
| 1997–98   | Nottingham Forest (3) | Middlesbrough        | Charlton Athletic       |
| 1998–99   | Sunderland (3)        | Bradford City        | Watford                 |
| 1999–2000 | Charlton Athletic     | Manchester City      | Ipswich Town            |
| 2000–01   | Fulham (2)            | Blackburn Rovers     | Bolton Wanderers        |
| 2001–02   | Manchester City (7)   | West Bromwich Albion | Birmingham City         |
| 2002–03   | Portsmouth            | Leicester City       | Wolverhampton Wanderers |
| 2003–04   | Norwich City (3)      | West Bromwich Albion | Crystal Palace          |

## Football League Championship(2004–)
| Mùa giải | Vô địch                     | Á quân               | Thắng Playoff       |
| -------- | --------------------------- | -------------------- | ------------------- |
| 2004–05  | Sunderland (4)              | Wigan Athletic       | West Ham United     |
| 2005–06  | Reading                     | Sheffield United     | Watford             |
| 2006–07  | Sunderland (5)              | Birmingham City      | Derby County        |
| 2007–08  | West Bromwich Albion (3)    | Stoke City           | Hull City           |
| 2008–09  | Wolverhampton Wanderers (3) | Birmingham City      | Burnley             |
| 2009–10  | Newcastle United (3)        | West Bromwich Albion | Blackpool           |
| 2010–11  | Queens Park Rangers (2)     | Norwich City         | Swansea City        |
| 2011–12  | Reading (2)                 | Southampton          | West Ham United     |
| 2012–13  | Cardiff City                | Hull City            | Crystal Palace      |
| 2013–14  | Leicester City (7)          | Burnley              | Queens Park Rangers |
| 2014–15  | AFC Bournemouth             | Watford              | Norwich City        |
| 2015–16  | Burnley (3)                 | Middlesbrough        | Hull City           |

## Tổng số danh hiệu
- 7 lần: Leicester City, Manchester City
- 5 lần: Sheffield Wednesday, Sunderland
- 4 lần: Birmingham City, Derby County, Liverpool, Middlesbrough
- 3 lần: Bolton Wanderers, Burnley, Ipswich Town, Leeds United, Newcastle United, Norwich City, Nottingham Forest, Notts County, Preston North End, West Bromwich Albion, Wolverhampton Wanderers
- 2 lần: Aston Villa, Chelsea, Crystal Palace, Fulham, Grimsby Town, Manchester United, Queens Park Rangers, Reading, Stoke City, Tottenham Hotspur, West Ham United
- 1 lần: Blackburn Rovers, Blackpool, AFC Bournemouth, Bradford City, Brentford, Bristol City, Bury, Cardiff City, Charlton Athletic, Coventry City, Everton, Huddersfield Town, Luton Town, Millwall, Oldham Athletic, Oxford United, Portsmouth, Sheffield United